# La Biblia - La Palabra de Dios para todos
La Biblia - La Palabra de Dios para todos es una traducción de la Biblia hecha por la Centro Mundial de Traducción de La Biblia de la Liga Bíblica en 2005 a cargo de Rafael Serrano de tendencia evangélica. El Nuevo Testamento se publicó en el año 2000 y la Biblia completa en el 2005. Se ha revisado en los años 2008, 2010 y 2012.

## Características
Según su autor, "la versión la Palabra de Dios para Todos es una herramienta invaluable para llevar la palabra de Dios a la gente que no conoce a Jesucristo y que no está familiarizada con el lenguaje religioso".
Los textos en hebreo y arameo del Antiguo Testamento que se usaron en esta versión, los traductores emplearon el Texto masorético (TM) tal como se encuentra en la última edición impresa de la Biblia Hebraica Stuttgartensia (1984), haciendo referencia en ocasiones a textos antiguos encontrados en algunos manuscritos de los rollos del Mar Muerto (Qumrán). También en ciertos casos, se hizo uso de textos de la Septuaginta (LXX), la versión griega del Antiguo Testamento, en especial aquellas variantes que se consideran de mayor antigüedad que las que hay en los manuscritos más antiguos que se conocen en hebreo. En cuanto al texto griego del Nuevo Testamento, se emplearon en esta versión el Nuevo Testamento en griego publicado por las Sociedades Bíblicas Unidas (la cuarta edición revisada, 1993) y el Nestle-Aland Novum Testamentum Graece (vigesimoséptima edición, 1993). Las variantes ocasionales de las ediciones impresas mencionadas
se hicieron en atención a los nuevos descubrimientos de la más reciente erudición bíblica. En el Antiguo Testamento hay dos palabras en el idioma hebreo que se traducen al español como «Señor». Cuando en esta versión se muestra en estilo versalita (Señor), representa a la palabra hebrea YHWH, que en algunas versiones se translitera como «Jehová» y en otras como «Yavé». Cuando la palabra «Señor» tiene letras minúsculas, generalmente representa la palabra hebrea adonai. Cuando viene juntas las dos palabras, adonai y YHWH, la primera se traduce «Señor» y YHWH se traduce «Dios» como en la expresión «Señor Dios». En contados casos, donde YHWH se anuncia expresamente como el nombre de Dios, se ha colocado «YAVÉ» en el texto. La versión la Palabra de Dios para Todos busca que el texto se comprenda mejor, que se aclaren frases que requieren una explicación más amplia aparecen con una letra minúscula y se explican en una nota al pie de página. Las palabras o frases que requieren explicación y aparecen con dudas y que se exprese el pensamiento del autor en palabras fáciles de entender. Las palabras o frecuencia, van seguidas de un asterisco (*) y se explican en la sección de vocabulario al final del libro. En los evangelios, o sea los cuatro primeros libros del Nuevo Testamento, los subtítulos van generalmente seguidos de referencias cruzadas para indicar que el material que se encuentra en esa sección se puede encontrar en los otros evangelios.

## Historia
El Rafael Serrano fue invitado por Ervin Bishop y Brian McLemore para ser el editor general de la Biblia en la versión la Palabra de Dios para todos PDT en 1998. El primero era el vicepresidente de traducciones del Centro Mundial de Traducción de la Biblia en esa época y el segundo lo es hoy en día. La traducción se finalizó en el año 2005. En el año 2007, el doctor Rafael Serrano fue invitado por Dan Elliot y Andrés Schwartz de Tyndale House Publishers para ser el editor general de la Biblia Nueva Traducción Viviente NTV, de la cual el Dr. Jaime Mirón fue el director del equipo de traducción. Esa traducción fue terminada en el año 2010. Es uno de los pocos editores bíblicos que ha sido editor de dos traducciones de la Biblia en esa asociación.

## Críticas del autor a la Reina-Valera
Rafael Serrano explica lo siguiente en base de que cuando Casiodoro de Reina realizó su traducción de la Biblia, Biblia del oso (primera versión de la Reina-Valera), apenas contaba con media docena de los manuscritos originales: "el NT de la Reina-Valera no siempre sigue a la mayoría de manuscritos. En realidad el texto griego del que se tradujo la Reina-Valera se basó en un poco más de media docena de manuscritos. Y como eran manuscritos tardíos, pertenecían al texto Bizantino. Pero en algunas ocasiones había vacíos, y el compilador, un personaje de nombre Erasmo, tuvo que llenar esos vacíos traduciendo del Nuevo Testamento en latín al griego. Hay, por lo tanto, algunas lecturas en la Reina-Valera, tales como «el libro de la vida» en Ap. 22:19 o la redacción de 1 Juan 5:7-8, las cuales no se encuentran ni en los manuscritos mayoritarios ni en los manuscritos más antiguos. Nadie que estudie seriamente la Biblia los llamaría originales"